# Arabia (cuadrángulo)

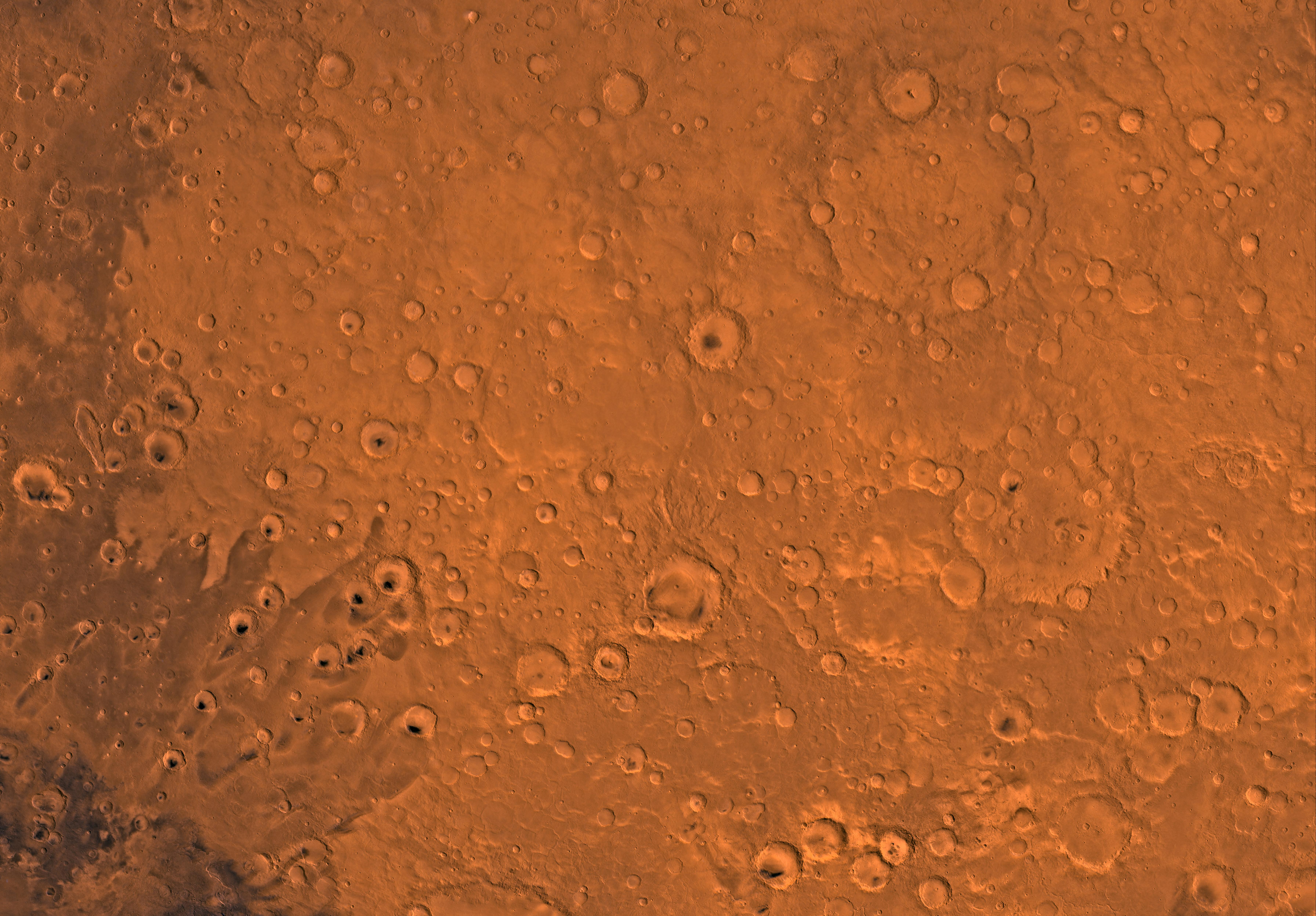
Imagen del Cuadrángulo Amazonis (MC-8). Imagen del Cuadrángulo de Arabia (MC-12). La región está dominada por tierras altas llenas de cráteres; la parte noreste contiene el cráter Cassini.

El cuadrángulo de Arabia es uno de una serie de 30 mapas cuadrangulares de Marte utilizados por el Programa de Investigación de Astrogeología del Servicio Geológico de los Estados Unidos (USGS). Al cuadrilátero también se le conoce como MC-12 (Mars Chart-12).

## Descripción
El cuadrilátero contiene parte del área clásica de Marte conocida como Arabia Terra. También contiene una parte de Terra Sabaea y una pequeña parte de Meridiani Planum . Se encuentra en el límite entre las jóvenes llanuras del norte y las antiguas tierras altas del sur. El cuadrilátero cubre el área de 315° a 360° de longitud oeste y de 0° a 30° de latitud norte. El área de Arabia contiene muchas colinas y crestas. Algunos creen que durante ciertos cambios climáticos se depositó una capa de polvo de hielo; más tarde, las partes se erosionaron para formar motas.